# Вулиця Ярослави Стецько (Київ)
Ву́лиця Ярослави Стецько — вулиця в Деснянському районі міста Києва, селище Биківня. Пролягає від вулиці Родини Вороних до вулиці Григорія Косинки.

## Історія
Вулиця виникла в 2010-ті роки під проектною назвою Проектна 13071. Назва на честь української політичної діячки Ярослави Стецько - з 2017 року.